# Anonymus al IV-lea
Anonymus IV este numele atribuit unui teoretician care scris o culegere importantă despre muzica medievală. A fost un student englez, activând din anul 1270 la școala catedralei Notre-Dame de Paris. Nu se cunoaște nici un amănunt despre viața personală, nici măcar numele său adevărat.
Două dintre copiile parțiale ale tratatelor se află în Bury St Edmunds. Primul datând din secolul al XIII-lea, respectiv al XIV-lea.
Scrierile sale împreună cu cele ale lui Johannes de Garlandia și Franco din Köln, reprezintă sursa principală de cunoaștere a școlii polifonice pariziene.